# Schizomeria ovata
Schizomeria ovata es un árbol de talla mediana a grande del bosque lluvioso Australiana se distribuye en áreas templadas y subtropicales desde la costa de Nueva Gales del Sur desde la población de Narooma (32° S) y al sur de Queensland en la Isla Fraser (25° S). Se le encuentra también en Papúa Nueva Guinea y las Islas Salomón.
El nombre más común que tiene este árbol es abedul blanco ("white birch").

## Descripción
La madera es de color rubio pálido, y es una especie comercial, bajo el nombre de Abedul blanco australiano. 
La madera fue notablemente usada como un acabado interior en la Ópera de Sídney. La madera enchapada con Schizomeria ovata fue usada para el techo, la parte superior de las paredes, los asientos del Salón de Conciertos, y como revestimiento de paredes, techo y puertas en otras áreas internas.

## Taxonomía
Schizomeria ovata fue descrita por David Don  y publicado en Edinburgh New Philosophical Journal 9: 95. 1830.